# Železnice Srbije

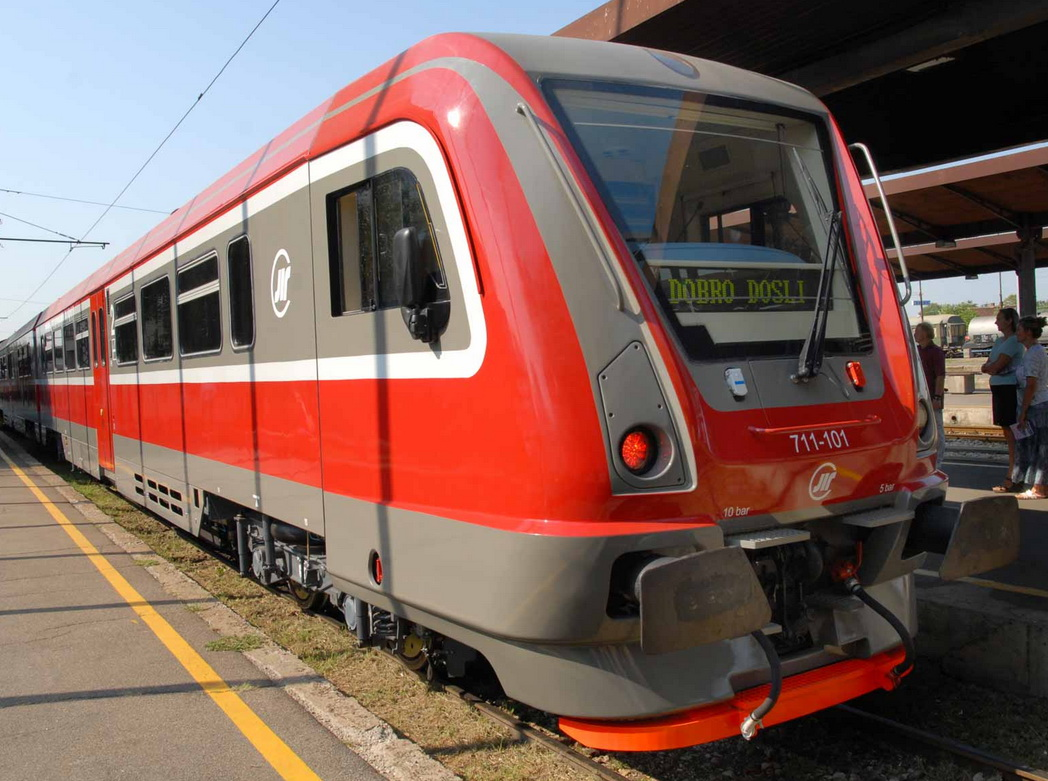
ŽS 711 i Belgrad

Železnice Srbije (serbisk kyrilliska: Železnice Srbije, ŽS/ЖС) är det nationella järnvägsbolaget i Serbien. Järnvägsnätet består idag av 4 347 kilometer spår varav 32% är elektrificerat.

## Historia
Den 20 augusti 1854 öppnades den första hästdragna järnvägen på linjen Lisava-Oravica-Bazijas. Den första linjen med ånglok öppnades 1856. Železnice Srbije som företag grundades egentligen redan då Kung Milan I utropade grundandet av Serbiens nationella järnvägar. Det första kungliga tåget från Belgrad till Niš rullade den 23 augusti 1884, och det är också detta år man säger att bolaget grundades. Den första elektrificerade linjen öppnades mellan Belgrad och Šid 1970.
Från 1920-talet till Jugoslaviens upplösning hette bolaget Jugoslovenske Železnice.
Bolaget som sköter servicen ombord såsom catering och övriga tjänster heter KSR (Kola za Spavanje i Ručavanje).